# Lilium xanthellum

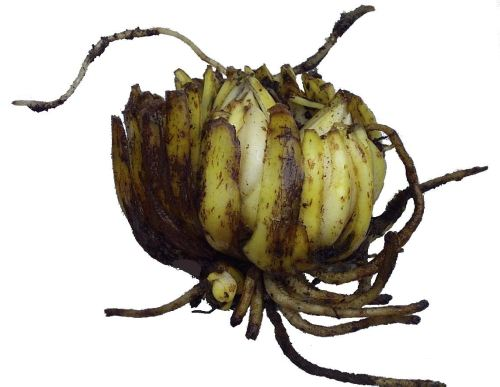
Bulbo da Lilium xanthellum.

Lilium xanthellum (em chinês=乡城百合|t=鄉城百合) é uma espécie de planta herbácea perene com flor, pertencente à família Liliaceae. A espécie floresce a uma altitude de 3.200 a 4.000 m acima do nível do mar.
A planta é endêmica nas províncias de Sichuan, Hubei, Shaanxi e Yunnan na República Popular da China.